# Farogh Naseem
Muhammad Farogh Naseem (em urdu: محمد فروغ نسیم), nascido em 26 de junho de 1965 em Karachi, é um jurista e político paquistanês, ministro da Justiça desde 20 de agosto de 2018.
Membro do Movimento Muttahida Qaumi, Farogh Naseem é jurista e advogado reconhecido em seu país. Ele foi eleito duas vezes senador desde março de 2012.
Farogh Naseem nasceu em 26 de junho de 1965 em Karachi, capital da província de Sindh. Seu pai Mohammad Naseem era advogado e seu tio atuou como juiz no Supremo Tribunal de Sindh. Farogh estudou Direito no exterior e obteve um Bacharelado em Direito pela Universidade do País de Gales e, em seguida, um Mestrado em Direito pela London School of Economics. Finalmente, ele tem uma tese em direito constitucional comparado da Universidade de Londres em 1997 sobre o tema “Breakdown of the constitucional order and judicia system in Pakistan.”
Farogh Naseem obtém o título de advogado pelo Lincoln's Inn. Retornando ao Paquistão depois de concluir seus estudos, Farogh Naseem exerceu a advocacia por quase dezoito anos. Em 7 de janeiro de 2008, tornou-se o mais jovem e mais qualificado a ser nomeado Procurador-Geral do Sindh.

### Senador
Farogh Naseem foi eleito senador pela Assembleia Provincial do Sind em 2 de março de 2012 para um mandato de seis anos, sob o selo do Movimento Muttahida Qaumi (MQM), em cadeira reservada a tecnocratas. Durante as divisões de clãs que seu partido experimentou em 2018, Naseem apoia a facção separatista Bahadurabad, que se opõe a Farooq Sattar. Ele é o autor dos recursos legais que darão razão à sua facção que obtém a direção legal do MQM. Ele foi reeleito senador em 4 de março de 2018 por pouco no quinto turno em um assento geral.
Após as eleições legislativas de 2018 que viram a vitória de Imran Khan, o Movimento Muttahida Qaumi (MQM) juntou-se à coligação governamental. Farogh Naseem foi assim nomeado Ministro da Justiça do governo federal em 20 de agosto de 2018. 
Ele renunciou ao cargo por dois breves períodos. Entre 26 e 29 de novembro de 2019, ele deixou o governo ao defender como advogado a extensão do cargo de chefe do Exército Qamar Javed Bajwa perante a Suprema Corte. Entre 1º de junho e 24 de julho de 2020, também renunciou ao cargo para representar o governo em outra questão.